# (33787) 1999 RJ229
1999 RJ229 (asteroide 33787) é um asteroide da cintura principal. Possui uma excentricidade de 0.07392940 e uma inclinação de 16.34717º.
Este asteroide foi descoberto no dia 7 de setembro de 1999 por Spacewatch em Kitt Peak.